# Дама з кішкою
«Дама з кішкою» (рос. Дама с кошкой) — картина українського художника Миколи Ярошенка, написана в 1880-х роках.
Портрет Єлизавети Платонівни Ярошенко (дружина брата, Василя Ярошенка).
Знаходиться в експозиції Калузького музею образотворчих мистецтв, куди в 1919 році була передана з маєтку Степанівське, родового для Єлизавети Ярошенко (Степанової).